# Mehring (Mosel)

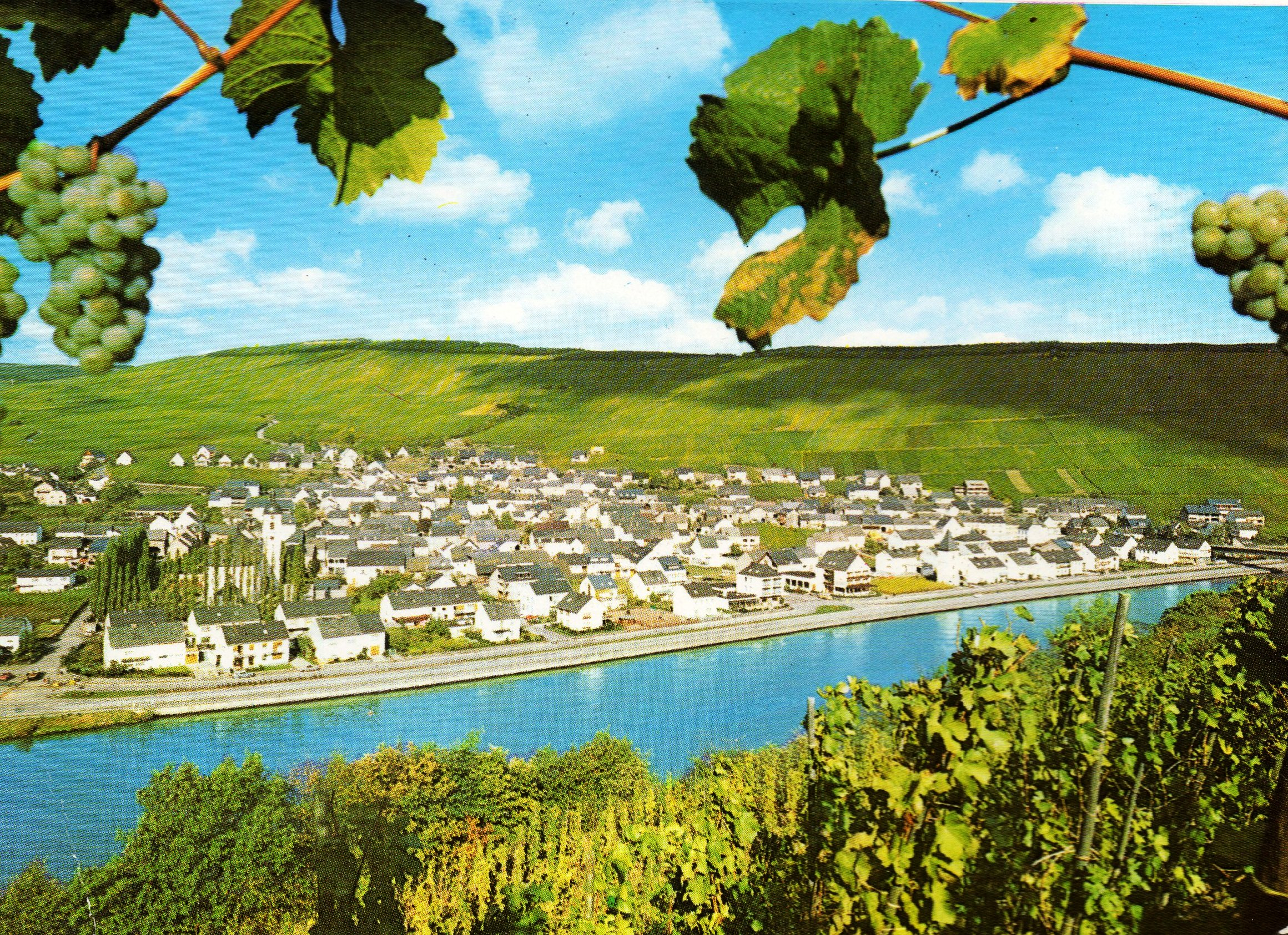
Mehring auf einer Ansichtskarte von 1976

Mehring mit Moselbrücke um 1950

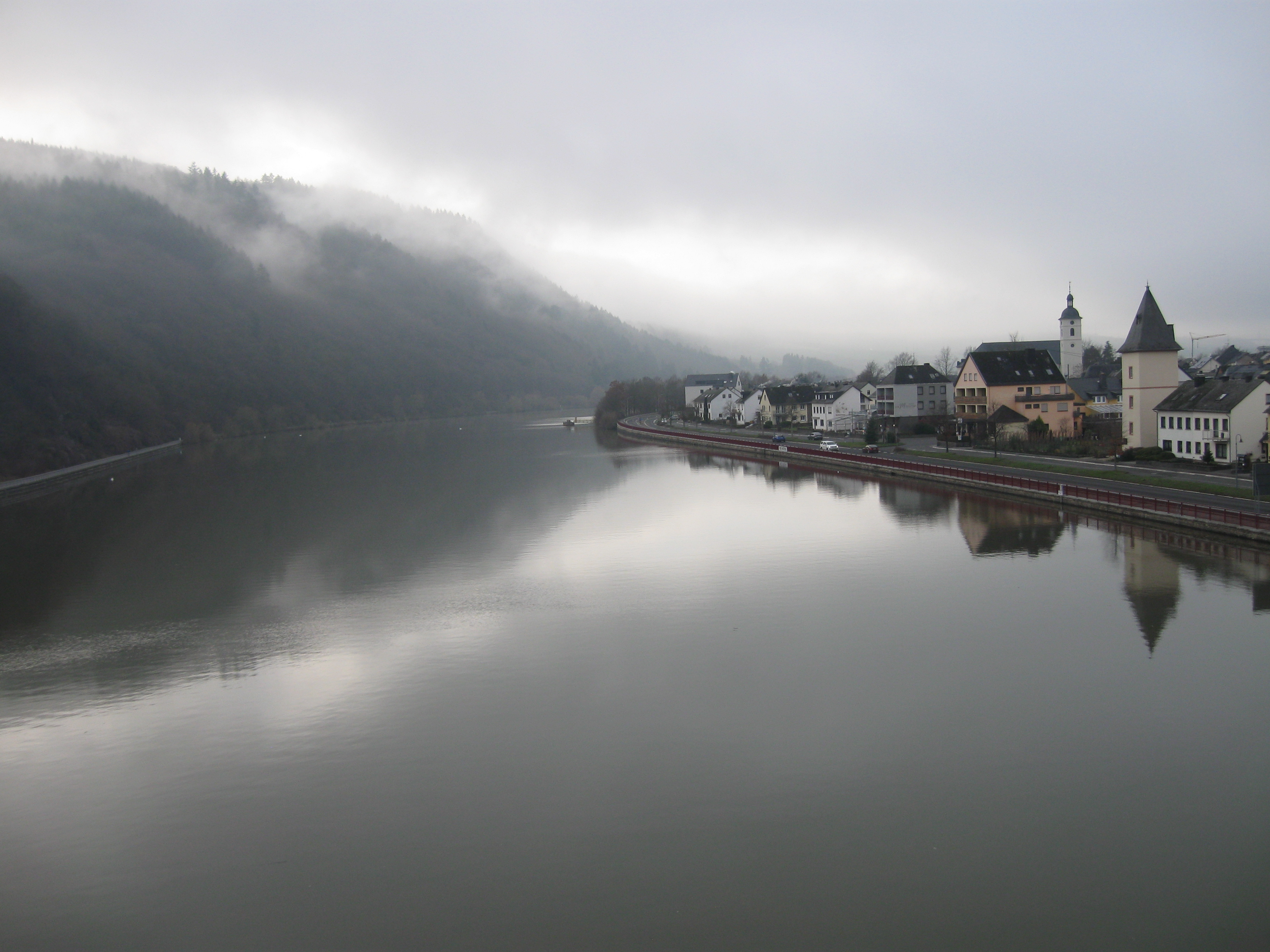
Blick von der Mehringer Moselbrücke auf den Ort

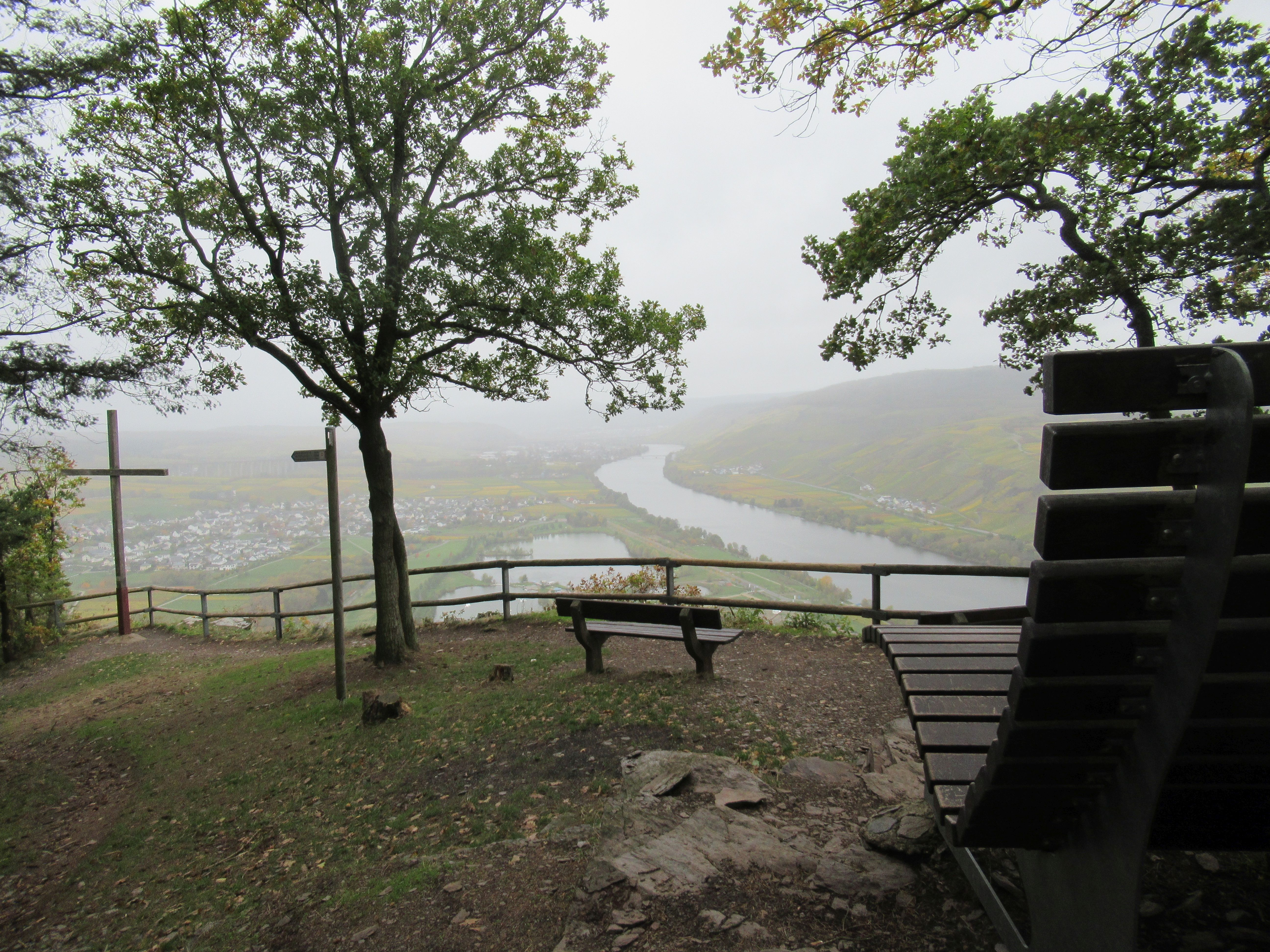
Aussichtspunkt Kammerwald

Mehring an der Mosel ist eine Ortsgemeinde im Landkreis Trier-Saarburg in Rheinland-Pfalz. Sie gehört der Verbandsgemeinde Schweich an der Römischen Weinstraße an.

## Geographie

### Geographische Lage
Die Gemarkung von Mehring hat eine Fläche von 22,3 km² und erstreckt sich links und rechts der Mosel.
Der nördliche Teil gehört zur naturräumlichen Einheit der Moselberge.
Der mittlere Teil mit der Mosel gehört zu den Neumagener Moselschlingen.
Südlich schließen sich dann an die Leiwener Moselrandhöhen und der Osburger Hunsrück.

### Gemeindegliederung
Am 17. März 1974 wurde die bis dahin selbstständige Gemeinde Lörsch eingemeindet.
Zum Ortsteil Mehring gehören auch die Wohnplätze Jagdhaus Ginsterheld, Mehringer Berg, Mehringer Schweiz – Landhaus Eller, Neu-Mehring und Schleicherberg.

### Nachbargemeinden
Benachbart sind Bekond, Ensch, Schleich, Pölich, Detzem, Naurath (Wald), Bescheid, Lorscheid, Fell, Riol, Longen und Schweich.

## Herkunft des Ortsnamens
Viele alte Siedlungen an der Mosel sind römischen Ursprungs. Zeugnisse dieser Wurzeln sind neben den mannigfachen Grabungsfunden aus dieser Zeit die Namensgebungen der einzelnen Dörfer und Ortschaften. Häufig gab es Zusammensetzungen aus einem römischen Männernamen und der für gallo-römische Siedlungsstellen üblichen Endung iacum. Mit diesem Suffix wurden im römischen Gallien Latifundien nach deren erstem Besitzer benannt. Im Falle von Mehring handelte es sich wohl um einen Römer namens Marinus. Also dürfte die ursprüngliche Namensgebung der gallo-römischen Ansiedlung Mariniacum gewesen sein. Übersetzen lässt sich dies mit Hof des Marinus. Im 8. Jahrhundert erschien dann zum ersten Mal die Ortsbezeichnung „Marningum“. Im Verlauf des Mittelalters tauchten unterschiedliche Schreibweisen auf. Das Prümer Urbar weist alleine fünf auf, darunter im Jahre 1295 erstmals die Form „Mehring“. Diese Schreibweise etablierte sich aber erst ab dem 16. Jahrhundert allmählich. So gab es noch bis ins 19. Jahrhundert Abweichungen dieser heute gültigen morphophonemischen Orthographie, so etwa „Mehringk“ (1569) oder „Mähring“ (1805).

## Geschichte
Im „Liber Aureus“ der Benediktinerabtei Prüm steht, dass Mehring zu den elf Orten im Rheinland und in den Ardennen gehörte, die König Pippin am 13. August 762 dem Kloster zum Geschenk machte. Er war spätestens im 9. Jahrhundert der „wichtigste Weinort des Eifelklosters Prüm“; dort wurde etwa ein Fünftel des Weines des ausgedehnten Grundbesitzes produziert, der dem Kloster zur Verfügung stand. Dabei bestand das Dorf um 900 aus zwei etwa gleich großen Siedlungskernen, die Weinbaufläche wurde auf 30 bis 33 ha hochgerechnet. Die reichen Überschüsse wurden gegen Getreide, Fleisch und Mist getauscht. Franz Irsigler vermutete hier eine Siedlungskontinuität, die bis in die Spätantike zurückreicht.
1563 hatte Mehring 99 Feuerstellen und 1684 noch 66. 1787 hatte der Ort 671 Einwohner.
Anfang des 19. Jh. entstand aus der französischen Mairie Mehring die preußische Bürgermeisterei Mehring.
Beim Dorfbrand von 1840 wurden 156 von 222 Gebäuden zerstört.
Im Zuge des Wiederaufbaues entstand rechts der Mosel auf der Höhe die Kolonie Neu-Mehring.
Mehring wurde Station der 1903/1905 eröffneten Moselbahn Trier-Bullay, die bis 1968 betrieben wurde.
1903 wurde die Moselbrücke gebaut und die Fährverbindung eingestellt.
Im Zuge der Moselkanalisierung ab 1963 wurden 73 Wohnhäuser abgebrochen und bis 1967 entstand auf dem angeschütteten Dammgelände ein neuer Ortsbereich.

### Einwohnerentwicklung
Die Entwicklung der Einwohnerzahl von Mehring bezogen auf das heutige Gemeindegebiet; die Werte von 1871 bis 1987 beruhen auf Volkszählungen:
| Jahr | Einwohner |
| ---- | --------- |
| 1815 | 918       |
| 1835 | 1.438     |
| 1871 | 1.547     |
| 1905 | 1.519     |
| 1939 | 1.741     |
| 1950 | 1.774     |
| 1961 | 1.825     |

| Jahr | Einwohner |
| ---- | --------- |
| 1970 | 1.970     |
| 1987 | 1.894     |
| 1997 | 2.146     |
| 2005 | 2.203     |
| 2011 | 2.241     |
| 2015 | 2.317     |
| 2024 | 2.341     |

## Politik

### Gemeinderat
Der Ortsgemeinderat in Mehring besteht aus 16 Ratsmitgliedern, die bei der Kommunalwahl am 9. Juni 2024 in einer personalisierten Verhältniswahl gewählt wurden, und der ehrenamtlichen Ortsbürgermeisterin als Vorsitzender.
Die Sitzverteilung im Ortsgemeinderat:
| Wahl | SPD | CDU | FWG a | WGR b | Gesamt   |
| ---- | --- | --- | ----- | ----- | -------- |
| 2024 | 2   | 7   | 5     | 2     | 16 Sitze |
| 2019 | 3   | 7   | 4     | 2     | 16 Sitze |
| 2014 | 2   | 8   | 4     | 2     | 16 Sitze |
| 2009 | 2   | 7   | 5     | 2     | 16 Sitze |
| 2004 | 2   | 6   | 7     | 1     | 16 Sitze |

### Bürgermeister
Jennifer Schlag (CDU) wurde am 1. Februar 2021 Ortsbürgermeisterin von Mehring. Sie wurde durch den Gemeinderat gewählt, da für die im Januar 2021 geplante Direktwahl kein Wahlvorschlag eingereicht wurde. Bei der Direktwahl am 9. Juni 2024 wurde Jennifer Schlag als einzige Bewerberin mit einem Stimmenanteil von 77,0 % für weitere fünf Jahre wiedergewählt.
Die Neuwahl im Jahr 2021 war erforderlich geworden, weil Schlags Vorgänger Jürgen Kollmann (CDU) das Amt Ende August 2020 aus gesundheitlichen Gründen niedergelegt hatte. Kollmann war elf Jahre Ortsbürgermeister und zuletzt bei der Direktwahl im Mai 2019 in seinem Amt bestätigt worden.
Von 1991 bis 2009 war Helmut Reis (FWG) Ortsbürgermeister von Mehring. Er war auch langjähriger Kreisbeigeordneter des Landkreises Trier-Saarburg.

### Wappen
Die Blasonierung lautet: Das Wappen zeigt in grün über goldengeteiltem Schilde oben einen wachsenden rot-bewehrten goldenen Adler, unten eine grüne Weintraube mit zwei grünen Blättern.
Das Wappen der Ortsgemeinde Mehring wurde am 11. Mai 1959 vom rheinland-pfälzischen Ministerium des Innern genehmigt.

### Gemeindepartnerschaft
Seit 1991 besteht eine Gemeindepartnerschaft mit der belgischen Gemeinde Linter.

## Kultur und Sehenswürdigkeiten

### Bauwerke

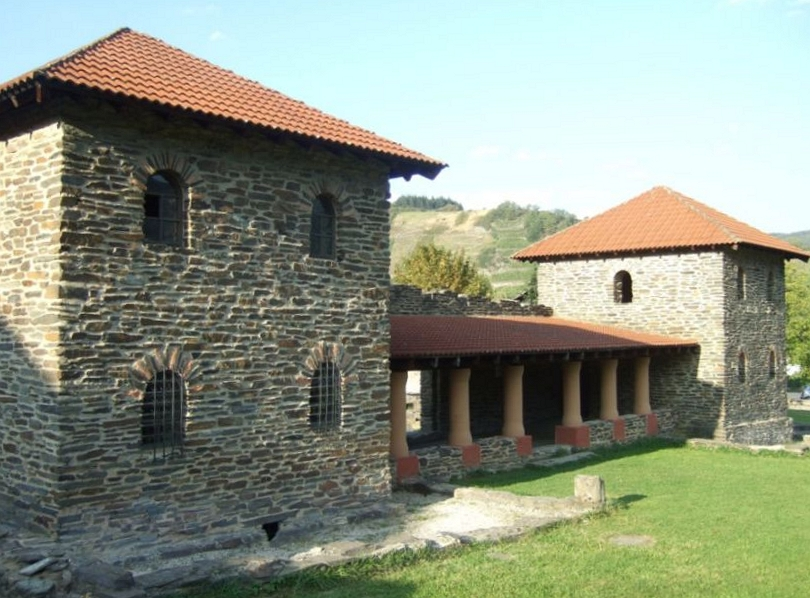
Villa Rustica in Mehring

Auf der Gemarkung von Mehring stand an der Römerstraße eine Villa rustica, die als Rekonstruktion besichtigt werden kann. Über den Originalresten wurde der Portikusbereich nachgebaut.
Am Nordrand der Gemeinde befindet sich an der Goldkuppstraße der römische Qanat von Mehring (Tunnelwasserleitung).
Im Ortsteil Lörsch wurden Reste einer ausgedehnten römischen Bauanlage ausgegraben, die sich auf etwa 600 m entlang des Moselufers erstreckte.
In einer Weinbergsmauer sind noch dort eingebaute Quader eines römischen Grabdenkmals zu sehen.
Links der Mosel spezialisierte man sich auf den flachen Hängen schon im Mittelalter mit dem Weinbau, während die rechte Moselseite eher der Land- und Viehwirtschaft diente. Die landwirtschaftliche Nutzung brachte dem Weideland den Namen „Kühstantinopel“ ein. Am noch bestehenden Fährturm setzte man mit der Fähre über die Mosel, bis die neue Brücke (K85) gebaut war.
Das Landwehrkreuz aus dem späten 19. Jahrhundert, ein beliebtes Wanderziel, steht zwischen dem Mehringer Berg und dem Hummelsberg.
Die Allee der Bäume des Jahres liegt zwischen der Siedlung Neumehring und dem Kernort Mehring an der Kreisstraße 85.
Die ehemalige Synagoge Mehring (Mosel) wurde vor 1883 unmittelbar neben der Kirche erbaut. Sie wurde später als Kindergarten und Bibliothek genutzt und ist heute ein Wohnhaus.

### Naturdenkmäler
Die Eibe bei der Kirche wird in der Liste der Naturdenkmale in Mehring (Mosel) geführt.

### Vereine
Mit rund 450 Mitgliedern ist der Sportverein Mehring 1921 e. V. der mitgliederstärkste Verein im Ort. Die Fußball-A-Mannschaft spielt derzeit (Saison 2017/18) in der Rheinlandliga.
Laut dem Vereinsregister des Amtsgerichtes Wittlich gibt es in Mehring noch folgende eingetragene Vereine: Angelsport-Club Mehring 1975, Fanfarenzug Mehring 1967, Feldbogensport Mehring, Förderkreis SCHUKI - Mehring, Förderverein der Freiwilligen Feuerwehr Mehring, Förderverein SV Mehring, Gewerbeverein Mehring, Männer- und Frauenchor Mehring, MARNINGUM, us Duaref Kulturhistorischer Verein Mehring, Mountainbike Club Mehring, Reha-Sport Mehring - Verein für rehabilitative Gymnastik, St. Sebastianus Schützenbruderschaft 1636 Mehring, Touristikverein Mehring, Volleyball Club Schmetterlinge Mehring und Wassersportclub Mehring. Darüber hinaus sind bekannt die Winzerkapelle Mehring und die Winzertanzgruppe Mehring. Der Mehringer Karnevalsverein wurde 2019 umbenannt in KG Oh Leit her! e. V.

### Regelmäßige Veranstaltungen
- Mehringer Winzerfest, seit 1932

## Wirtschaft und Infrastruktur
Der Windpark Mehringer Höhe befindet sich bei Mehring, Naurath (Wald) und Bescheid (Hunsrück).
In Mehring befinden sich Geschäftsstellen der Raiffeisenbank Mehring-Leiwen und der Sparkasse Trier.

### Weinbau
Mehring ist erheblich geprägt vom Weinbau und mit 237 Hektar bestockter Rebfläche nach Piesport, Zell, Leiwen, Konz und Neumagen-Dhron fünftgrößte Weinbaugemeinde der Mosel. Es wird traditionell überwiegend Riesling angebaut. Der Weinbau bildet außerdem die Grundlage für den Tourismus, der ebenfalls einen bedeutenden Wirtschaftszweig darstellt. Schwerpunkte bilden dabei der Rad- und Wandertourismus. So liegt Mehring unter anderem am Mosel-Radweg und wird von dem 2014 eröffneten Moselsteig angebunden.

### Weinlagen
- Mehringer Blattenberg
- Mehringer Goldkupp
- Mehringer Zellerberg

Großlage: Sankt Michael

### Verkehr
Mehring liegt an der Bundesautobahn 1 (Europastraße 422), an der Bundesstraße 53 sowie an weiteren Landes- und Kreisstraßen.
Die Weinstraße (Mosel) führte einst nach Birkenfeld.

### Öffentliche Einrichtungen

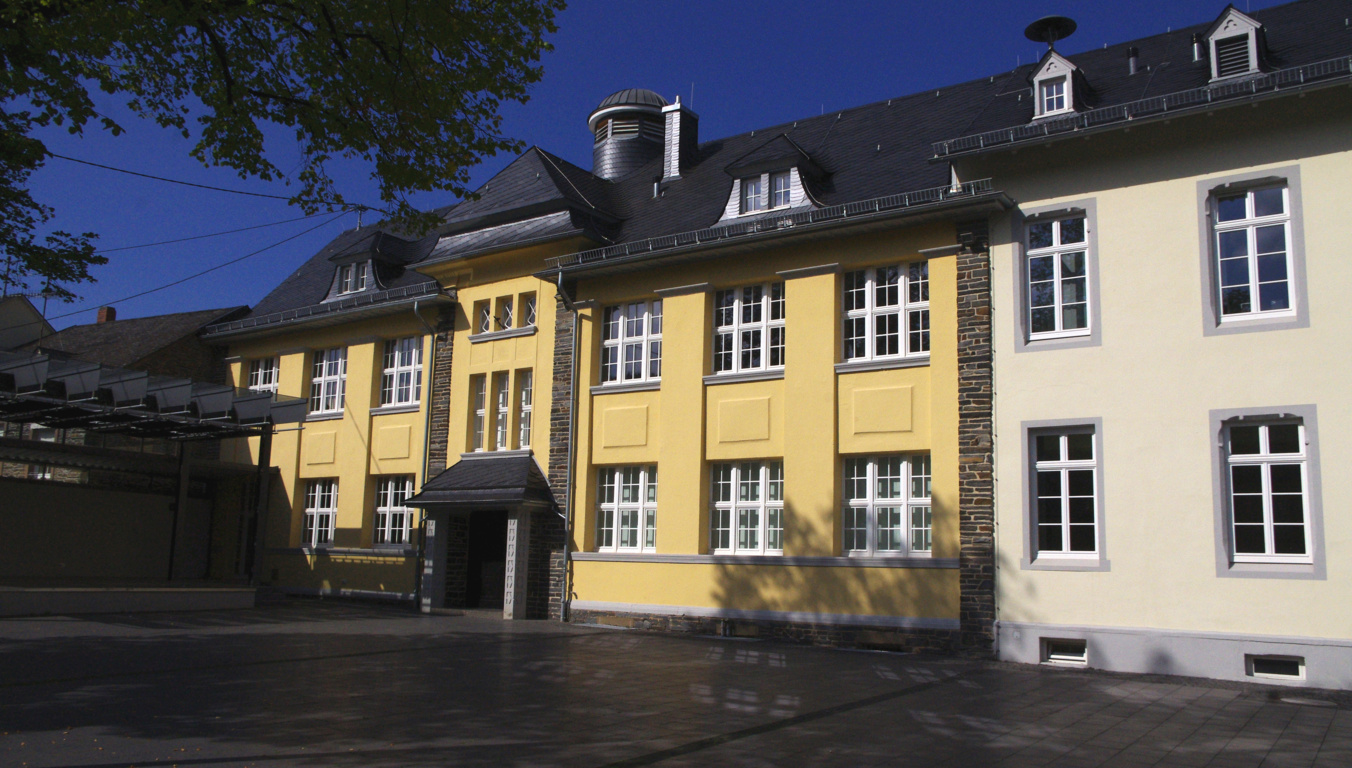
Ehemalige Schule

- Gemeindebüro, Touristinformation, Wein- und Heimatmuseum
- Kindergarten, Grundschule, Sportplatz, Turnhalle

## Persönlichkeiten
- Caspar Weis (1849–1930), Künstler und Bildhauer
- Peter Schroeder (1875–1935), genannt Peter von der Mosel, Schriftsteller und Heimatdichter (Ons Moddersproach (1924))[21]
- Iduberga Linden (1905–1943), Missionsschwester und Märtyrin
- Karl Bollenrath (1911–1999), Ehrenbürger der Gemeinde und Gründer der Winzerkapelle Mehring
- Margret Hoffranzen, später Wilmes, Jutta Fassian, später Fassian-Emmrich, und Lena Endesfelder, Deutsche Weinköniginnen